# Talis afghanella
Talis afghanella är en fjärilsart som beskrevs av Stanislas Bleszynski 1965. Talis afghanella ingår i släktet Talis och familjen Crambidae. Inga underarter finns listade i Catalogue of Life.